# Lilydale, Minnesota
Lilydale är en ort i Dakota County i Minnesota. Vid 2020 års folkräkning hade Lilydale 809 invånare.